# Elisabeth Brock-Sulzer
Elisabeth Brock-Sulzer (* 25. Januar 1903 in Elgg; † 16. Oktober 1981 in Zürich) war eine Schweizer Gymnasiallehrerin, Journalistin und Übersetzerin.

## Leben
Nach dem Besuch der Höheren Töchterschule Zürich studierte sie Romanistik an der Universität Zürich, wo sie 1927 promovierte. Danach arbeitete sie als Gymnasiallehrerin, Journalistin und Übersetzerin. Von 1931 bis 1968 war sie Hauptlehrerin an der Töchterschule Zürich. Ab 1945 bis 1977 schrieb sie Beiträge für die Tageszeitung Die Tat.
Brock-Sulzer war eine führende Zürcher Schauspielkritikerin. Sie setzte sich von Anfang an entschieden für Friedrich Dürrenmatt und sein Werk ein. Zudem übersetzte sie einige Werke von Charles-Ferdinand Ramuz.
Elisabeth Brock-Sulzer war ab 1931 verheiratet mit dem Philosophen Erich Brock (1889–1976).